# Mésange à ventre cannelle
Melaniparus rufiventris
Espèce
Statut de conservation UICN

 LC  : Préoccupation mineure
La Mésange à ventre cannelle (Melaniparus rufiventris, anciennement Parus rufiventris) est une espèce de passereaux de la famille des paridés.

## Répartition
Son aire s'étend à travers le miombo.

## Taxinomie
À la suite de l'étude de Johansson et al. (2013) sur les relations phylogéniques des espèces au sein de la famille des Paridae, le genre Parus est redéfini pour être monophylétique. Le Congrès ornithologique international répercute ces changements dans sa classification de référence version 3.5 (2013), et la Mésange à ventre cannelle (anciennement Parus rufiventris) est déplacée vers le genre Melaniparus.